# Pidstavkî, Zolotonoșa
Pidstavkî (în ucraineană Підставки) este o comună în raionul Zolotonoșa, regiunea Cerkasî, Ucraina, formată numai din satul de reședință. În secolul al XIX-lea, satul făcea parte din volostul Bezpalce, uezdul Zolotonoșa.

## Demografie
Componența lingvistică a comunei Pidstavkî
     Ucraineană (98,6%)
     Rusă (1,09%)
     Alte limbi (0,31%)
Conform recensământului din 2001, majoritatea populației comunei Pidstavkî era vorbitoare de ucraineană (98,6%), existând în minoritate și vorbitori de rusă (1,09%).